# 한석봉도서관
한석봉도서관은 경기도 가평군 가평읍 소재의 군립 도서관이다.

## 연혁
- 1986년 6월 25일 가평군립도서관 조례공포.
- 1986년 12월 21일 가평군립도서관 개관.
- 2001년 10월 2일 다목적실 및 보존서고 개실.
- 2003년 8월 1일 디지털자료실 개실.
- 2018년 4월 20일 한석봉도서관으로 명칭 변경 및 이전 개관.

## 시설 현황
- 2층: 열람실, 어린이자료실, 디지털자료실
- 1층: 문헌정보실

## 이용 안내
이용 시간
- 열람실: 매일 07:00 ~ 24:00
- 어린이자료실, 디지털자료실: 09:00 ~ 18:00
- 문헌정보실: 평일 09:00~22:00 / 휴일 및 주말 09:00~18:00

휴관일
- 1월 1일, 설 연휴, 추석 연휴
- 임시휴관일: 장서점검 및 시설수리 등 도서관장이 필요하다고 인정할 때